# ناناس إينو
ناناس إينو (باليابانية: 飯野 七聖) (مواليد 2 أكتوبر 1996) هو لاعب كرة قدم ياباني.

## وصلات خارجية
- ناناس إينو على موقع رابطة كرة القدم اليابانية للمحترفين (اليابانية)
- ناناس إينو على موقع إي إس بي إن إف سي (الإنجليزية)
- ناناس إينو على موقع قاعدة بيانات كرة القدم.إي يو (الإنجليزية)
- ناناس إينو على موقع Soccerbase.com (لاعب) (الإنجليزية)
- ناناس إينو على موقع Soccerway.com (الإنجليزية)
- ناناس إينو على موقع عالم كرة القدم.نت (الإنجليزية)